# Traverse Theatre

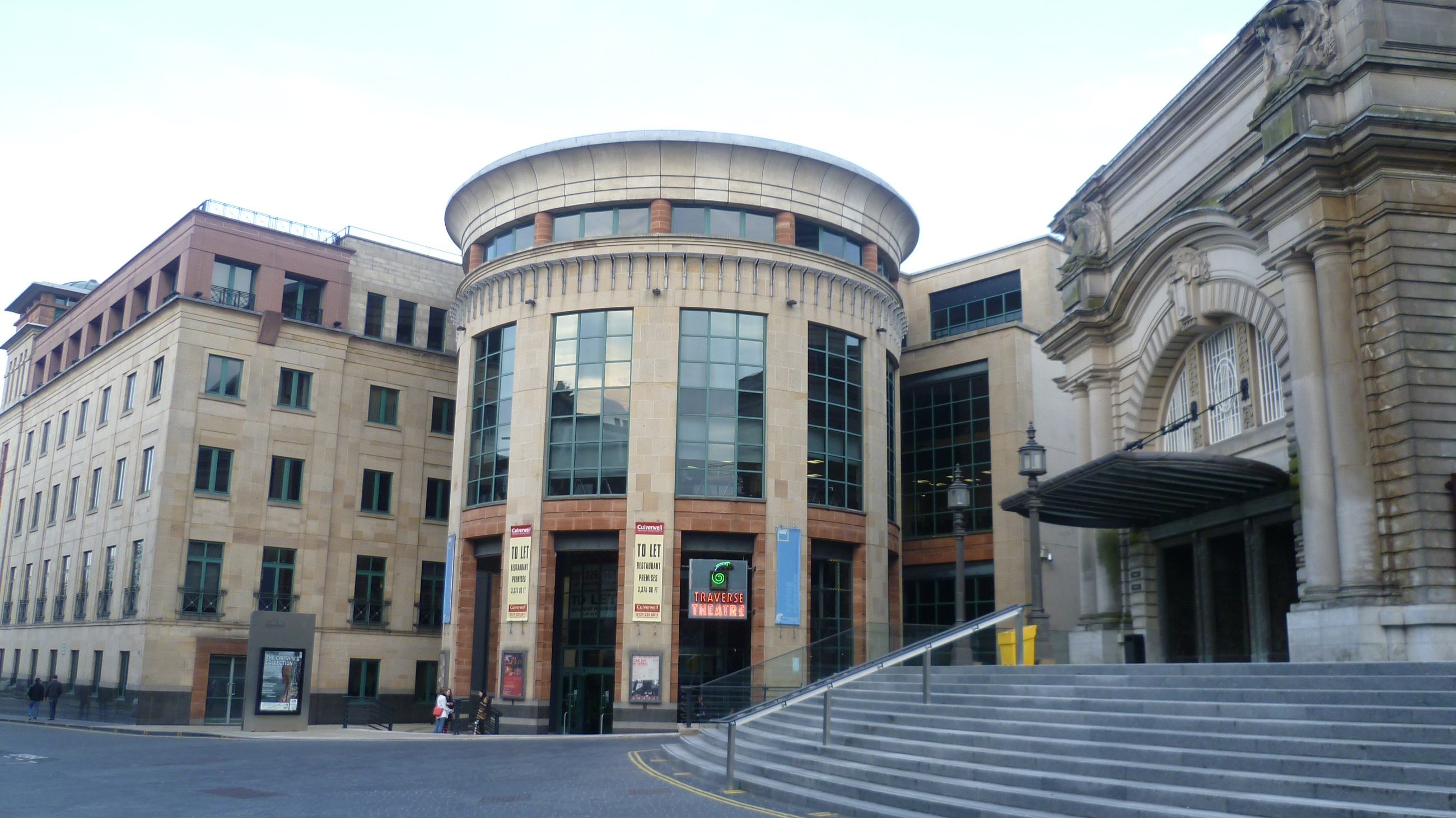
Das Traverse Theatre (Mitte)
gleich neben der Usher Hall (rechts)

Das Traverse Theatre in Edinburgh trägt den Untertitel Scotland’s New Writing Theatre. Es wird ganzjährig bespielt und ist eine der zentralen Spielstätten des Edinburgh Festival Fringe. Es wurde 1963 gegründet. Die gegenwärtige Spielstätte besteht seit 1992.

## Geschichte
The Traverse Theatre wurde 1963 als theatre club in einem ehemaligen Bordell am Lawnmarket in Edinburgh etabliert, mit nur 60 Sitzplätzen. Terry Lane, der erste künstlerische Leiter, gab dem Theater seinen Namen, wegen seiner Raumanordnung. Das Publikum saß damals jeweils zur Hälfte links und rechts der Spielfläche. Erst später bemerkte er, dass die korrekte Bezeichnung für diese Sitzordnung transverse lautet, da war der Name der Bühne aber bereits derart bekannt, dass eine Umbenennung schwierig erschien. Anfangs verfügte das Traverse auch über einen Ausstellungsraum. 1966 entwickelte sich daraus die eigenständige Richard Demarco Gallery.
Gegründet wurde das Studio von einer Gruppe von Theaterbegeisterten, die – begeistert vom Edinburgh Festival Fringe, das seit 1947 zeitgleich mit dem Edinburgh International Festival stattfindet – dem Geist des Festivals auch während des Jahres eine Bühne bieten wollten. Zu den Gründern zählten neben Terry Lane der Schauspieler John Malcolm (1936–2008), der Künstler Richard Demarco (geb. 1930) und der Regisseur Jim Haynes (1933–2021), der gleich im ersten Jahr des Bestehens – gemeinsam mit dem Verleger John Calder (geb. 1927) und dem Theaterkritiker Kenneth Tynan (1927–1980) – eine Drama Conference zur Festspielzeit organisierte. Überhaupt sprühte die junge Organisation vor Energie und Tatendrang. In den ersten drei Jahren wurden 110 Inszenierungen gezeigt, allein im Jahr 1964 – nunmehr mit Haynes als Intendant – 31 Uraufführungen. Das Theater war auch in seiner Gründungsphase mehrfach Anlass für Skandalisierung durch Presse und Politik. Beispielsweise verletzte sich eine Schauspielerin mit einem echten Messer, weil kein Geld für eine Bühnenattrappe vorhanden war. Im Jahr 1965 war das Theater durch Polizeirazzien bedroht, weil dort „homosexuelle Aktivitäten“, damals noch strafrechtlich verfolgt, vor sich gegangen seien. Im Jahr 1967 führten Kostüme in Genitalform für Alfred Jarrys Ubu in Chains (1900) zu einer Beschwerde im House of Commons wegen vorgeblicher Obszönität.
Ende der 1960er Jahre zog das Traverse Theatre um in einen größeren Saal am Grassmarket von Edinburgh. Die neue Spielstätte hatte eine flexible Bestuhlung. Die erste Aufführung im neuen Haus fand am 24. August 1969 statt.
Im Jahr 1992 wurde dem Theater seine gegenwärtige Spielstätte übergeben, ein Neubau in der Cambridge Street, unmittelbar neben dem Konzertsaalgebäude Usher Hall. Das Bauwerk wurde um den Preis von 3,3 Millionen Pfund errichtet und besteht aus zwei Theatersälen und einer Bar. In Traverse 1, mit flexibler Bestuhlung, finden 216 Zuseher Platz, in Travers 2 rund 100. Im September 2005 wurde auch im kleineren Saal eine flexible Bestuhlung angebracht, so dass nunmehr in beiden Sälen für jedes Programm eine andere Anordnung der Sitzplätze, je nach den Bedürfnissen des Stücks oder der Präferenz der Regie, eingerichtet werden kann. Die erste Aufführung an der neuen Heimstätte des Theaters fand am 3. Juli 1992 statt. Laut Ansicht des Kritikers Matt Trueman waren die häufigen Direktions- und Kurswechsel in den ersten fünfzig Jahren seines Bestehens günstig für das Theater, weil es so unterschiedliche Spielformen, Stile und Genres erkunden konnte.
Seit 2012 steht das Theater unter der Leitung der mehrfach ausgezeichneten Regisseurin Orla O’Loughlin, die sich um die traditionelle Offenheit des Traverse für verschiedene Genres – Lesung, Konzert, Tanz, Performance und Schauspiel – bemüht und neue Akzente für eine schottische Dramaturgie setzen will. Das Theater ist seit mehr als fünfzig Jahren, alljährlich im August, die zentrale Spielstätte des Fringe Festivals und profitiert davon, so Matt Trueman, enorm, in doppelter Hinsicht: Einerseits erlangen die eigenen Produktionen aufgrund des medialen Interesses während der Festspielzeit nationale, teils auch internationale Aufmerksamkeit. Andererseits kann das Theater aus dem vielfältigen Finge-Programm die vielversprechendesten Künstler für kommende Produktionen auswählen. Ein Drittel der Preise der Zeitung The Scotsman, „Scotsman Fringe First Award“, ging im Jahr 2010 an Produktionen, die im Traverse Theatre gezeigt wurden. 2014 präsentierte das Theater im Festspielmonat insgesamt 19 Inszenierungen. Es besteht eine Vielzahl von nationalen und internationalen Kooperationen, die dazu geführt hat, dass das Theater regelmäßig zu Gastspielen im gesamten Vereinigten Königreich und weltweit eingeladen wurde und wird, zuletzt nach Kanada, in die Türkei und nach Südkorea.
Das Theater steht auch anderen Festivals zur Verfügung, beispielsweise dem Edinburgh International Film Festival. Es beheimatet weiters das Manipulate Visual Theatre Festival und das Imaginate Festival.

## Autoren
Die wörtliche Übersetzung des Untertitels mit „Das neue schottische Schreibtheater“ klingt ungewöhnlich, weshalb der Begriff Autorentheater eher angebracht erscheint. Seit der Gründung des Theaters stellen Uraufführungen insbesondere britischer Theatertexte die zentrale Achse des Spielplans dar. Allein in den ersten drei Jahren kam es zu 110 Inszenierungen, darunter 33 Uraufführungen und 28 Britische Erstaufführungen. Für zahlreiche junge Autoren stellte die Bühne eine wichtige Station ihrer Laufbahn dar – darunter Gregory Burke, John Byrne, David Greig, Zinnie Harris, David Harrower, Liz Lochhead, Tom McGrath oder Cecil Taylor. In den 2000er und 2010er Jahren stellt das Theater eine Reihe neuer Dramatiker vor, darunter Rob Drummond, Dennis Kelly, Gary McNair, Morna Pearson, Stef Smith und Simon Stephens.
Sein 50-Jahr-Jubiläum feierte das Ensemble mit der Uraufführung von 50 Plays for Edinburgh, fünfzig Kurzdramen verschiedener Dramatiker, die im Rahmen eines Wettbewerbs erarbeitet wurden.

## Regisseure
Die meisten Regisseure des Theaters sind britischer Herkunft und im deutschen Sprachraum weitgehend unbekannt. Die Bühne war und ist jedoch Sprungbrett auch für zahlreiche Regiekarrieren, beispielsweise hat der später nach Deutschland übersiedelte Regisseur David Mouchtar-Samorai in den späten 1960er Jahren am Traverse Theatre gearbeitet. Auch später namhafte Ausstatter, wie Alex Eales oder Gerald Scarfe, oder Lichtdesigner, wie Jack Knowles, waren zu Beginn ihrer Laufbahn dort tätig.

## Schauspieler
Die Bühne erkannte kontinuierlich große Schauspieltalente und gab ihnen Möglichkeiten, sich in einem sicheren Ambiente zu erproben – darunter die spätere Oscar-Preisträgerin Tilda Swinton und die späteren Action-Helden Timothy Dalton und Cillian Murphy. In den 1960er Jahren trat Richard Wilson regelmäßig im Traverse auf, in den 1970er beispielsweise Steven Berkoff, Simon Callow, Billy Connolly, Alexander Morton, Bill Paterson, Toby Salaman und Tamara Ustinov. Erstmals auf nationaler Ebene wahrgenommen wurde 1978 der spätere Fernsehdarsteller Robbie Coltrane in einer legendären Uraufführung am Traverse Theatre, in John Byrnes The Slab Boys, inszeniert von David Hayman. Die 1980er Jahre waren von herausragenden Darstellungen von Alan Cumming, Forbes Masson und Tilda Swinton geprägt. Cumming brillierte 1988 in The Conquest of the South Pole von Manfred Karge, inszeniert von Steve Unwin. Auch in den Karrieren von Michelle Gomez, Ashley Jensen und Bill Nighy spielte das Traverse eine wesentliche Rolle, die Sängerin Marjol Flore trat dort auf, ebenso die Tänzerin und Schauspielerin Lili Francks.
Im breiten Spektrum des Traverse Spielplans finden durchaus auch kontroversielle und oppositionelle Künstler ihren Platz, beispielsweise der Techno-Künstler Kieran Hurley, der Stand-Up-Comedian und Buchautor Robert Wringham, der den Ausstieg aus der kapitalistischen Arbeitsmühle propagiert oder die kritische Theatermacherin Caroline Horton, deren böse Groteske über Steuerparadiese unter dem Titel Islands am Finanzmarkt London verrissen wurde.

## Uraufführungen (Auswahl)
| - 1966 Harold Pinter: The Dwarfs (Neufassung) - 1978 John Byrne: The Slab Boys - 1985 Jo Clifford: Losing Venice - 1985 Chris Hannan: Elizabeth Gordon Quinn - 1990 Claire Dowie: Why is John Lennon wearing a skirt? - 1991 Sue Glover: Bondagers - 1993 Anthony Neilson: Penetrator - 1994 Tracy Letts: Killer Joe - 1995 David Harrower: Knives in Hens - 1996 Enda Walsh: Disco Pigs - 1997 David Greig: Caledonian Dreaming - 1998 David Harrower: Kill the Old Torture Their Young - 1998 Sarah Kane: Crave |  | - 2000 Kate Atkinson: Abandonment - 2001 Henry Adam: Among Unbroken Hearts - 2001 Gregory Burke: Gagarin Way - 2002 Rona Munro: Iron - 2003 David Harrower: Dark Earth - 2003 Henry Adam: People Next Door - 2005 Dennis Kelly: After the End - 2008 Simon Stephens: Pornography (BE) - 2009 David Greig und Gordon McIntyre: Midsummer - 2009 Simon Stephens: Heaven - 2010 Simon Stephens: T5 - 2012 Phil Porter: Blink |

## Künstlerische Leitung
| - Terry Lane (Dezember 1962 – Januar 1964) - Callum Mill (Januar 1964 – August 1964) - Jim Haynes (August 1964 – Juli 1966) - Gordon McDougall (Juli 1966 – Dezember 1969) - Max Stafford-Clark (Dezember 1967 – Dezember 1969) - Michael Rudman (Februar 1970 – Februar 1973) - Mike Ockrent (März 1973 – September 1975) |  | - Chris Parr (September 1975 – März 1981) - Peter Lichtenfels (April 1981 – August 1985) - Jenny Killick (September 1985 – Dezember 1988) - Ian Brown (Januar 1989 – August 1996) - Philip Howard (September 1996 – Dezember 2007) - Dominic Hill (Januar 2008 – Oktober 2011) - Orla O’Loughlin (seit Januar 2012) |